# Journal of Cheminformatics
O Journal of Cheminformatics é um periódico científico de  acesso aberto com revisão por pares, que abrange quimionformática e modelagem molecular. Foi criado em 2009 com David Wild (Universidade de Indiana) e Christoph Steinbeck (então na EMBL-EBI) como editores-chefe fundadores, publicado originalmente publicada pela Chemistry Central. No final de 2015, a marca Chemistry Central foi aposentada e seus títulos, incluindo o Journal of Cheminformatics, foram fundidos com o portfólio SpringerOpen de periódicos de acesso aberto.
Desde 2016, os editores se tornaram  Rajarshi Guha (National Center for Advancing Translational Sciences) e Egon Willighagen (Maastricht University). O periódito teve edições especiais em 2011 e 2012 que cobriram tópicos como o PubChem3D, Resource Description Framework, e o International Chemical Identifier.

## Resumo e indexação
O periódico é resumido e indexad em:
- Chemical Abstracts Service[5]
- Current Contents/Physical, Chemical & Earth Sciences[6]
- Science Citation Index Expanded
- Scopus[7]

De acordo com o Journal Citation Reports, o periódico tem um fator de impacto (em 2018) de 4,154.